# Attentato allo USS Cole

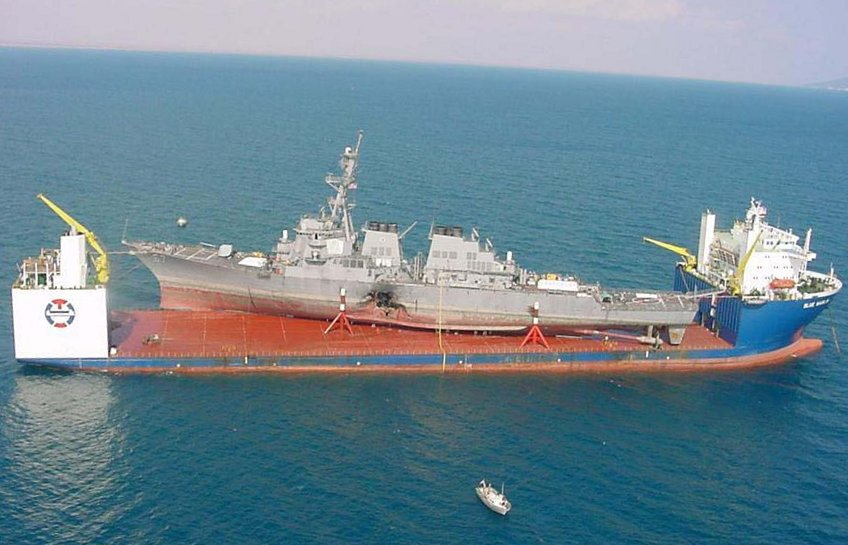
L'USS Cole, sistemato a bordo della nave norvegese Blue Marlin, parte per i cantieri USA, e mostra sul fianco i gravi danni subiti

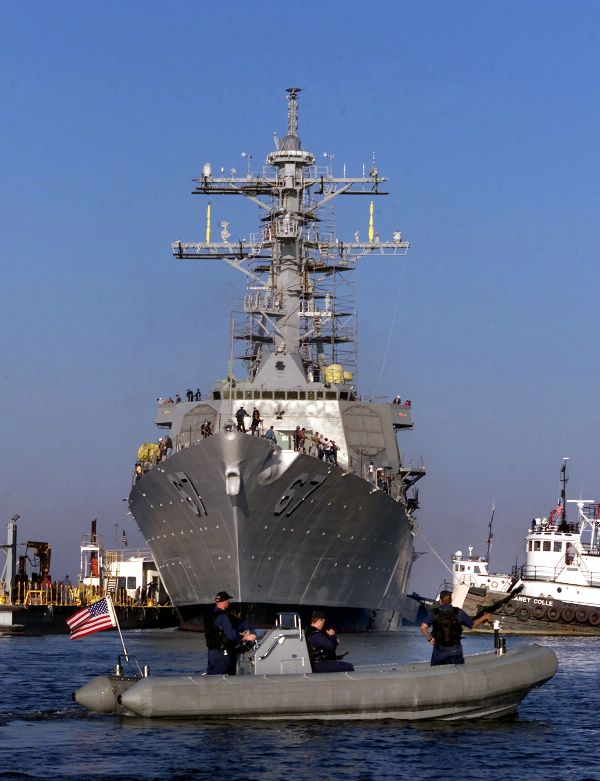
L'USS Cole è nuovamente in mare.

Lo USS Cole (DDG-67) è un cacciatorpediniere della classe Burke.

## Storia
Venne commissionato nel 1991 ai cantieri Ingalls di Norfolk ed entrò in servizio l'8 giugno 1996. Il 12 ottobre 2000 era ormeggiata nel porto di Aden, in rifornimento dopo una navigazione nel Golfo Persico, quando fu gravemente danneggiata dalla detonazione di una barca piena di esplosivo. Si è trattato di un attentato di un gruppo terroristico legato ad al-Qaida.

## I danni
La carica di scoppio, inizialmente stimata in oltre 150 kg di C-4, esplose poco sotto il livello del mare, dissipando così molta dell'energia posseduta (diversamente da mine e siluri che spesso esplodono sotto la chiglia), ma causando comunque una falla di ben 12 metri di altezza e 18 di lunghezza e sbandando la nave di 4 gradi. L'attacco causò la morte di 17 marinai oltre al commando terroristico e 39 feriti. Dopo provvisori rattoppi, il Cole venne caricato sulla nave pontone norvegese Blue Marlin e riportato negli Stati Uniti.
I danni sono stati stimati in 150-170 milioni di dollari, ma solo per poco la chiglia non è stata compromessa, altrimenti si sarebbe dovuto demolire la nave e recuperare 500 milioni di dollari di materiali.

## Vittime
- Cherone Louis Gunn (22 anni)
- James Rodrick McDaniels (19 anni)
- Timothy Lamont Saunders (32 anni)
- Lakiba Nicole Palmer (22 anni)
- Richard Costelow (35 anni)
- Andrew Triplett (30 anni)
- Craig Brian Wibberley (19 anni)
- Gary Graham Swenchonis Jr. (26 anni)
- Kenneth Eugene Clodfelter (21 anni)
- Lakeina Monique Francis (19 anni)
- Timothy Lee Gauna (21 anni)
- Marc Ian Nieto (24 anni)
- Ronald Scott Owens (24 anni)
- Joshua Langdon Parlett (19 anni)
- Patrick Howard Roy (19 anni)
- Kevin Shawn Rux (30 anni)
- Ronchester Managa Santiago (22 anni)

## Gli esiti
Il Cole è poi ritornato in servizio, dopo diversi mesi di riparazioni, dimostrando d'essere una nave di costruzione effettivamente ben studiata per sopravvivere alle offese nemiche.
Quanto all'accertamento delle responsabilità, il 14 marzo 2007 un giudice federale statunitense, Robert G. Doumar, stabilì che il governo del Sudan era all'origine della catena causale di eventi che consentirono ad al-Qaida di portare a termine con efficacia l'attentato. Gli autori materiali o i loro mandanti, invece, furono indicati dal governo statunitense in alcuni prigionieri catturati in Afghanistan e detenuti a Guantanamo, nonché in altri che erano rinchiusi in un carcere dello Yemen (da cui fuggirono in massa nel 2008).